# Wojciech Marok
Wojciech Marok (12 de septiembre de 2001) es un deportista de Polonia que compite en atletismo. Ganó una medalla de plata en el Campeonato Europeo de Atletismo Sub-20 de 2019, en la prueba de lanzamiento de peso.